# August Conradi

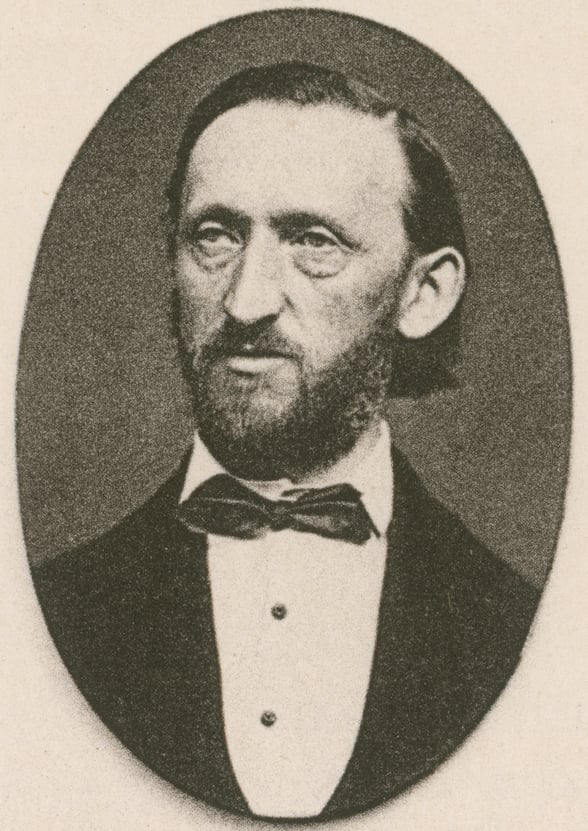
Foto de August Conradi.

August Conradi (27 de junio de 1821 - 26 de mayo de 1873) fue un compositor y organista alemán.

## Biografía
August Conradi nació el 27 de junio de 1821 en Berlín (Alemania). Inicialmente, su padre quiso que estudiara teología. En lugar de ello, lo inscribieron en la Akademie der Künste de Berlín. Allí estudió armonía y composición con Karl Friedrick Rungenhagen, director de la Singkademie. En 1843, se convirtió en el organista de la Invalidinhaus de Berlín y compuso su primera sinfonía más una Zigeunerpolka para orquesta el mismo año. La última fue arreglada para piano por Franz Liszt. Conradi tuvo varias actuaciones como director, incluyendo Szczecin (1849), Berlín (1850), Düsseldorf (1852), Colonia (1853) y de nuevo Berlín en teatros como el Kroll, el Wallner-Theater y el Victoria-Theater.
Conradi conoció probablemente a Liszt a principios de la década de 1840. Trabajó para él como copista en Weimar entre enero y febrero de 1844 y pasó 18 meses allí entre 1848 y 1849 a instancias de Liszt. Conradi preparó las copias de las versiones iniciales de las obras orquestales del compositor húngaro, haciendo sugerencias sobre la orquestación. También ayudó a Liszt a formar un «Programme general» de todo el repertorio que había interpretado durante sus años como virtuoso pianista. Conradi trabajaba duramente y también tenía una mente algo rutinaria. Cuando recibió su nombramiento como maestro de capilla de Szczecin en el invierno de 1849, su trabajo en Weimar fue retomado por Joachim Raff, más imaginativo que él. Sin embargo, Liszt continuó usándolo como copista. En septiembre de 1855 Liszt escribió sus intención de enviar una partitura del Salmo 13 a Berlín para que Conradi pudiera pasarla a limpio para la primera representación de dicha obra.
El grado de ayuda de Conradi a Liszt en sus primeras orquestaciones está bien documentado por el estudioso del compositor húngaro Peter Raabe, que demostró que, a pesar de los borradores iniciales, las versiones finales eran siempre del propio Liszt.
Falleció el 26 de mayo de 1873.

## Obras
Conradi escribió ocho óperas, un ballet, cinco sinfonías, oberturas y cuartetos de cuerda así como música para danza, canciones, bocetos de vodevil, farsas y popurrís (que fueron interpretados en conciertos de jardín durante muchos años).